# Dmytro Komarov
Dmytro Kostiantynovych Komarov (Kiev, Ucrania, 17 de junio de 1983) es un periodista, viajero, fotógrafo y autor ucraniano, presentador del programa World Inside Out. Es Periodista de Honor de Ucrania y autor del proyecto documental Year.